# Plymouth (Kalifornija)
Plymouth je grad u američkoj saveznoj državi Kalifornija. Prema popisu stanovništva iz 2010. u njemu je živjelo 1.005 stanovnika.